# Милоје Милојевић (народни херој)
Милоје Милојевић (Урсуле, код Рековца, 16. март 1912 — Рековац, 4. јул 1984) био је учесник Народноослободилачке борбе, генерал-пуковник ЈНА и народни херој Југославије.
Након завршетка трговачког заната, 1931. уписао је Подофицирску пешадијску школу и након тога био подофицир Југословенске војске. Након напуштања активне војне службе, од 1937. радио је као војни чиновник. Након окупације Југославије, августа 1941. ступио је у партизане. Био је најпре борац, а потом командир чете у Поморавском одреду, након чега је премештен у Крагујевачки одред. Након Прве непријатељске офанзиве и повлачења партизана из Србије, децембра 1941. постао је борац Прве пролетерске бригаде. Марта 1942. постављен је за заменика команданта Шестог београдског батаљона и примљен у чланство Комунистичке партије Југославије (КПЈ).
Истицао се храброшћу у свим борбама, а посебно се истакао у борбама против усташа код Томиславграда, јула 1942. и борбама за Ливно, августа 1942. када је побио групу усташа. Септембра 1942. приликом поновног напада на Томиславград тешко је рањен (изгубио је око), након чега је два месеца био на лечењу. Од новембра 1942. до јуна 1943. био је заменика команданта Прве пролетерске бригаде, а од јуна до августа 1943. заменик команданта Прве пролетерске дивизије. Заједно са Лолом Рибаром, био је одређен за члана прве војне мисије која је упућена на Блиски исток, али је новембра 1943. приликом поласка у Каиро, у изненадном авионском нападу на летелиште у близини Гламоча тешко рањен од исте бомбе од које је погинуо Лола Рибар.
Након оздрављења, налазио се у војној мисији, а јуна 1944. постављен је за команданта 21. српске дивизије, са којом је учествовао у ослобођењу Београда и борбама на Сремском фронту. После ослобођења, завршио је Вишу војну академију ЈНА и вршио одговорне дужности у Југословенској народној армији (ЈНА). Био је председник Савеза ратних војних инвалида Југославије и потпредседник Међународне федерације бивших бораца. Искључен је из СКЈ и пензионисан децембра 1965. године.
За народног хероја Југославије је проглашен, међу првим борцима НОВ и ПОЈ — 6. новембра 1942. и по завршетку рата био један од укупно 16 живих народних хероја, који су за проглашени за време рата. Одликован је и француским орденом Легије части.

## Биографија
Рођен је 16. марта 1912. године у селу Урсуле, код Рековца, у близини Јагодине. Потицао је из сиромашне земљорадничке породице. Његови родитељи отац Стојан и мајка Кадева имали су поред Милоја још тројицу синова — старијег Селимира и млађе Милана и Радослава. Име је добио по свом прадеди Милоју Милојевићу. Његова мајка Кадева потицала је из богате породице Милошевић, али пошто се за Стојана удала из љубави, мимо воље њеног оца Љубомира, није добила никакав мираз. Октобра 1912, свега седам месеци након Милојевог рођења избио је Први балкански рат, али његов отац Стојан није мобилисан у војску, пошто је тада постојало војно правило да се не мобилишу домаћини са малом децом. Он није био мобилисан ни касније — током Другог балканског рата и након почетка Првог светског рата, 1914. године.
Током аустроугарске окупације Србије, Стојан се са својим рођаком Драгољубом Љубом Милојевићем и још четворицом Урсуљана прикључио комитама које су деловале на подручју Левача и Белице. Поред борби против окупатора, ове комитске групе су вршиле и пљачке богатих сељака. Априла 1918. окупаторска патрола из Рековца успела је да ухвати петорицу комита из Урсула и они су стрељани 20. априла 1918. у Рековцу. Као одмазду за њихову активност, окупатор је у Урсулу запалио тридесетак кућа оних домаћина за које се сматрало да су сарадници комита. Том приликом запаљена је и кућа Стојана Милојевића, па се његова супруга Кадева са четворо деце морала преселити у појату за козе код комшије Живана Митровића. Након две—три године Кадева се зближила са комшијом Живаном, који је био удовац и са њим живела око годину дана. Због неслагања са Живановом ћерком Славком, она се вратила својој кући. Из брака са Живаном, Кадева је 1923. добила ћерку Милицу. Милојева браћа — најстарији Селимир и најмлађи Радослав — умрли су као деца, док је Милан (1913—1932) настрадао као младић, када је на једној свадби пао под коња који је у касу вукао чезе и од задобијених повреда након петнаест дана преминуо.
Године 1920. у Урсулу је отворена основна школа, па је Милоје тада са већ напуњених осам година почео да је похађа. Након завршетка четворогодишње основне школе, 1924. прешао је у Рековац, где је похађао трогодишњу Трговачку школу. Два пута недељно је похађао наставу, а остало време радио је као шегрт у трговини. Након завршетка школе, од 1927. до 1929. радио је као трговачки помоћник. Како су газду, код кога је радио, покрали трговци који су радили заједно радили са њим, он их је све отпустио, укључујући и Милоја. Постиђен због отпуштања, није желео да се врати у родно село, па се одлучио да пође у Београд, у који је стигао пешице након три дана. Рођак Милојеве мајке Кадеве, Милош Алексић, који је био учесник Ослободилачких ратова 1912—1918. и официр Југословенске војске током својих посета Урсулу предлагао је Кадији да Милоја, као бистрог младића, пошаљу у Подофицирску школу. Он је одбијала одбијала овај предлог, али се Милоју идеја допала, па је након отпуштања из радње одлучио да се сам упише у војну школу. По доласку у Београд, преко брата од стрица Драгутина Милојевића, који је радио као жандар на двору краља Александра I Карађорђевића и рођака Милоша Алексића, успео је да упише двогодишњу Подофицирску пешадијску школу.

### Подофицирска каријера и породица
Маја 1931. завршио је Подофицирску пешадијску школу. Током школовања је најпре био редов, а потом каплар. На служби у 21. пешадијском пуку у Скопљу, налазио се у чину поднаредника, од маја 1931. до априла 1935, а у чину наредника од априла 1935. до маја 1936. године. Након тога је прекомандован у Другу чету 35. пешадијског пука „Зрињски” у Загребу, где је службовао до 1. новембра исте године, када је напустио активну војну службу. Разлог напуштања Југословенске војске био је личне природе, јер је током службовања у Скопљу упознао девојку Олгу Наумовску са којом је желео да се венча, али није добио одобрење војних власти. Извесно време након напуштања војне службе, живео је у Скопљу без посла, али је на наговор стрица, бригадног генерала у пензији Војислава Милојевића, који је био брат од стрица Милојевог оца Стојана, положио испит за војног чиновника и на тај начин наставио службу у војсци.
Након повратка у службу, као чиновник је радио на изградњи бензинских цистерни у Лопатници, код Краљева, а од новембра 1937. до маја 1939. налазио се на служби у интендантури 32. ваздухопловне базе. Од маја 1939. до априла 1941.  био је на дужности помоћника интенданта Треће ваздухопловне базе у Скопљу. Након враћања у војну службу, био је чиновник грађанског реда у рангу поручника. Током активне војне службе, Милоје је једно време био водник митраљеског вода и за добро изведену обуку је добио похвалу команданта пука. Био је добро војностручно обучен за руковање свим пешадијским наоружањима, а посебно митраљезима. Као подофицир, био је самосталан и самоиницијативан, па је због тога више пута дисциплински кажњаван, а током службе у Загребу је дисциплински кажњен затвором у трајању од четрдесет дана.
Августа 1937. у Скопљу се оженио Олгом Наумовском, родом из Крушева, која је потицала из цинцарске породице, а њени родитељи су у Скопљу држали малу крчму. Пре удаје, Олга је завршила кројачки занат и радила као кројачица. Марта 1938. добили су близанце — сина Милана и ћерку Зорицу. Милоје је због посла у ваздухопловној бази морао да пређе у Краљево, а након извесног времена тамо му се придружила супруга са децом. У подизању деце помагали су им и Милојева мајка Кадева и сестра Милица. Непосредно пред почетак Другог светског рата у Југославији, 1939. Милоје је премештен у Скопље, где се потом преселила и његова породица.
Убрзо након напада Сила осовине на Југославију, 6. априла 1941, немачке јединице заузеле су Скопље, па је од ваздухопловаца формиран батаљон пешадије у коме је Милоје био командир чете. У време капитулације Југословенске војске, његов батаљон налазио се у Гостивару, где га је око 20. априла мајор Егон Житник предао Немцима. Заробљене војнике, Немци су спровели у логор у Тетову, одакле је Милоје успео да побегне почетком маја. Преобучен у албанско одело дошао је у свој стан у Скопљу, где се задржао неколико дана, након чега је одлучио да са супругом, децом и свастиком оде у Србију, како би избегао хапшење од стране окупационих власти. Прешли су у Краљево, где је уз помоћ једног пријатеља почео да ради у градској ватрогасној јединици. Рад у ватрогасцима била је добра камуфлажа за њега, јер је био у страху да окупационе власти не сазнају да је бивши подофицир и да га не ухапсе и пошаљу у заробљеништво. У ватрогасној јединици деловало је више чланова и симпатизера Комунистичке партије Југославије (КПЈ), који су касније ступили у партизане, а међу њима и група музичара. Током рада са ватрогасцима, упознао се са комунистима, који су овде деловали и преко њих добио прве информације о борби против окупатора, која се припремала. Након напада Немачке на Совјетски Савез, 22. јуна 1941, када су почела масовна хапшења комуниста и њихових симпатизера, као и свих лица која су била сумњива окупационим властима, Милоје је одлучио да напусти Краљево и са породицом пређе у родно село.

### Одлазак у партизане и прве акције
Убрзо по Милојевом доласку у родно село, током јула 1941. избио оружани устанак у Србији. На Јухору су почели да се окупљају „шумски” људи, као и око учитеља Милорада Жунића Баџе у Рековцу, који су изводили мале акције против окупатора. У његовом родном крају формирани су и четнички одреди, под командом Косте Миловановића Пећанца. Милоје се из почетка двоумио у који покрет да оде, а на његову коначну одлуку утицале су приче мештана да су у Јагодини у кафани „Солун” видели Немце и четнике Косте Пећанца, као чињеница да је у његово село дошла група Немаца, које су као водичи водили српски жандарми. Непосредно пре одласка у партизане, Милоје се сусрео са мештанином Драгићем Јовановићем, тенковским заставником, који га је саветовао да се уместо у партизане, придружи недићевцима.
Левачка партизанска чета, формирана је 8. августа 1941. на Шуљковачкој коси и имала је 18 бораца. Командир чете био је Милорад Жунић Баџа, а политички комесар Живадин Јанковић Кум. Чета је 11. августа извела оружану акцију у Урсулу, након које је одржан кратак збор на коме је командир Баџа позвао становништво да се ступи у борбу против окупатора. Сутрадан након акције, Милоје је почео да тражи људе који би га повезали са партизанском четом и након пар дана је дошао на Јухор, где је ступио у Левачку чету. Пошто је већина бораца била млађа од 20 година и није служила војску, Милоје је одмах почео са извођењем војничке обуке, а почетком септембра 1941. је постављен за водника једног вода и заменика командира чете. Пошто су акције Левачке чете биле све чешће, Немци су 24. августа покушали да ликвидирају чету, али је овај покушај пропао, јер се чета није налазила на терену који је био под блокадом.
Средином септембра 1941, Левачка чета се припремала за напад на Трстеник, који је изведен ноћу 19. септембра. Приликом напада, главнина чете се на мосту преко Западне Мораве сукобила са жандармима, након чега су се жандарми повукли у касарну. Приликом овог сукоба, један део чете, предвођен командиром Баџом такође се повукао, након чега се сукобио са четницима. Група од 11 бораца, предвођена Милојем ушла је у град и блокирала жандармеријску станицу, а након сат времена, пошто је на станицу бачена противавионска бомба, предала се комплетна посада од 45 жандарма. Милојева група тада је запленила комплетно наоружање и повукла се из града. Ова акција снажно је одјекнула међу становништвом Трстеника и околине, а Милоју донела велики углед као војном старешини. Истовремено, акција је бацила лоше светло на командира Баџу и командира првог вода Азањца, који су се приликом сукоба са жандармима на мосту повукли. Крајем септембра, Милојев вод је припојен Беличкој партизанској чети, приликом напада на магацин код села Винорача, који је неуспешно изведен 24. септембра. Након тога, Милоје је учествовао у борби против четника Косте Пећанца, код Превешта. Поред Левачке чете, у овој борби је учествовала и Параћинско-ћупријска чета, као и један вод Беличке чете. Како се и у овој борби истакао, за Милојеву храброст се убрзо прочуло у читавом Поморавском партизанском одреду.
Како је пролазило време и како су се низале оружане акције, Милојев углед све више је растао међу борцима Левачке чете, а посебно међу борцима из његовог села. Како командир Баџа није имао никаквог војног искуства, све више бораца је сматрало да Милоје треба да буде командир чете. Ово је засметало Баџи и Азањцу, који су били организатори чете и нису желели да препусте команду Милоју, који је био подофицир бивше војске. Како би склонили Милоја из њихове чете, пријавили су га Штабу Поморавског одреда за „непослушност и кукавичлук”, због чега је позван на саслушање у Штаб одреда, који се налазио на Јухору. У Штабу се поред командира Одреда Љубише Урошевића и политичког комесара Бошка Ђуричића, налазио Никола Груловић, члан Главног штаба НОП одреда Србије. Након саслушања, већина присутних бораца Левачке чете стала је у Милојеву заштиту и за кукавичлук оптужила командира Баџу. Како би смирио ситуацију, Никола Груловић је донео одлуку да Милоја пребаци у Крагујевачки партизански одред и заједно са њим сутрадан пошао ка Крагујевцу.

### У Крагујевачком партизанском одреду
Почетком октобра 1941. ступио је у Прву чету Крагујевачког партизанског одреда, која је убрзо потом реорганизована у батаљон. Милоје је тада постављен за заменика командира Треће чете Првог батаљона. У то време трајале су борбе око Крагујевца, па је његова чета пребачена у рејон села Бољковца, Белошевца и Ердеча, одакле су успешно спречавали излазак Немаца из Крагујевца. У току масовних стрељања у Крагујевцу, Трећа чета је дошла у Грошницу, где је затекла доста стрељаних мештана, а након њихове сахране, чета је отишла у Вињиште, како би спречила евентуално стрељање тамошњег становништва. У то време, командир Треће чете је премештен на дужност командира Друга чете, па га је дужност командира Треће чете преузео Милоје. Крајем октобра, тешке поразе од Немаца и четника Косте Пећанца трпеле су јединице Поморавског партизанског одреда па им је у помоћ послата Милојева Трећа чета. Заједно са њом, Поморавски одред је 30. октобра 1941. ослободио Рековац, али се сутрадан морао повући, јер није имао довољно муниције да би бранио град. Након борби, партизани су се повукли у село Дулене, где је Милојева чета добила задатак да поруши тунел на железничкој прузи Крагујевац—Краљево и мост у селу Драгобраћа, што је успешно учинила. Немци су преко дана долазили са јаким снагама и подизали мост, а партизани су га ноћу рушили. Све до краја новембра 1941. Милојева чета је држала положаје на Липи изнад Вучковице.
Као заменику командира чете, а посебно након постављања на дужност командира Треће чете, Милоју су сметали партијски састанци које су одржавали малобројни чланови Комунистичке партије Југославије (КПЈ) и Савеза комунистичке омладине Југославије (СКОЈ). Такође, нису му били по вољи ни четни састанци, којима је руководио политички комесар чете и на којима је било могуће критиковати сваког борца, укључујући и њега као старешину. Као подофицир навикнут на војну дисциплину он није могао да разуме потребу оваквих састанака, па је када би дознао да се припрема састанак, планирао неку акцију како би се састанак морао одложити. Да би прихватио састанке, као и критике изнете на њима, са Милојем су разговарали политички комесар чете и један старији члан КПЈ из Крагујевца, објашњавајући му да мора да схвати значај другарске критике и потребу за самокритиком, па је временом схватио да чета није само војна јединица, већ да је она и колектив. Крајем новембра 1941, Немци су безуспешно покушали да заузму положаје Милојеве чете на Липи, али су тада отпочеле завршне борбе у оквиру Прве непријатељске офанзиве. Четници Косте Пећанца и недићевци су након заузимања Дулена и Аџиних ливада напали партизане на Равном гају, где се налазила партизанска болница и интендантура батаљона, па је Милоје са главнином своје чете напустио положаје на Липи и дошао у помоћ партизанима на Равном гају. Како би окончао ситуацију са мостом у Драгобраћи, предложио је Штабу батаљона да направи заседу Немцима када буду долазили да поправљају мост. Заједно са још две чете, организовао је заседу у коју су најпре упали недићевци, који су били у претходници, а потом и Немци са којима се развила борба која је вођена током читавог дан и ноћи. Услед тешке ситуације на другим положајима, Штаб батаљона је наредио да ове напусте овај положај и повуку се ка Книћу.
Већина бораца тада је сазнала да је у току велика окупаторска офанзива и да се Одред мора повлачити даље према југу. Тада је почело осипање Одреда, јер су га напуштали борци који нису били спремни да воде борбе далеко од својих родних крајева. У току ноћи, Немци су тенковима заузели пут од Крагујевца до Равног гаја и делом снага наставили наступање према Гружи, Губеревцу и Краљеву, а другим делом наставили гоњење снага Крагујевачког батаљона ка Книћу. Милојева и Моравска чета браниле су прилазе Книћу из правца Крагујевца, али су потом добиле задатак да преко Книћког поља и Кусоваца оду у Борач и отпрате партизанску болницу са Бумбаревог брда, где су након одласка болнице према Чачку, заузели положаје. Овде је потом вођена тешка борба са Немцима, али након наиласка тенкова, партизани су се морали повући ка Мрчајевцима, где им се придружио Мијалко Тодоровић, заменик политичког комесара Крагујевачког одреда. Потом су наставили покрет кроз Овчарско-кабларску клисуру и стигли до Ужичке Пожеге, где су сазнали да су Немци заузели Ужице. Сазнање о паду града, који је више од два месеца био центар слободне територије додатно је деморалисало борце.
На простору између Ужица и Златибора тада су се окупили делови Крагујевачког, Поморавског и Другог шумадијског одреда, као и неколико чета из Чачанског партизанског одреда. Врховни штаб НОП одреда Југославије се преко Златибора повлачио према Лиму и Санџаку, а у Радобуђи је остао део руководства са задатком да обједини команду над јединицама које су пристизале из Шумадије. Они су покушали да организују напад на Немце у Годовику, али напад није успео, након чега су се одлучили на разбијање четничке групације војводе Јаворског у селу Добраче, код Ариља. У партизанској групи која је одређена за уништење војводиног Штаба налазио се Милоје. Партизани су опколили кућу у којој се налазио Штаб и позвали четнике на предају, а након што су четници одбили да се предају дошло је до борбе, у току које је запаљена кућа. Од преживелих четника, који су се предали, партизани су сазнали да се у кући налази жена с дететом, након чега су Милоје и један борац улетели у запаљену кућу и спасили жену и дете. Такође, од заробљених четника су сазнали да војвода није био у кући, јер је пре напада отишао у Прилике. Након напада, партизанска група је отишла у Катиће, где је одлучено да се крене у Нову Варош, која су ослободиле партизанске снаге под командом Врховног штаба.

### Борац Прве пролетерске бригаде
Милојева чета је у Новој Вароши остала неколико дана, након чега је прешла у Радоињу, где се састала са Првим крагујевачким батаљоном. Тада су добили информацију да ће бити укључени у партизанску бригаду, која треба да се формира од јединица из Србије и Црне Горе. Исте вечери пред постројеним батаљонима који су били одређени за састав нове бригаде говорио је Мијалко Тодоровић и потврдио им улазак у прву партизанску бригаду. Милоје је тада сумњао да ће он бити примљен у нову бригаду, јер није био члан Комунистичке партије. Након неколико дана марша, батаљони из Србије су стигли у Миоче, где су се састали са батаљонима из Црне Горе и с њима продужили у Рудо, где је 21. децембра 1941. формирана Прва пролетерска ударна бригада. Бригаду, која је формирана одлуком Централног комитета КПЈ, сачињавала су четири батаљона из Србије и два из Црне Горе и била је прва регуларна јединица Народноослободилачког покрета (НОП).
Приликом формирања Прве пролетерске бригаде, дотадашњи команданти, политички комесари и командири били су распоређени на дужности које су биле за један степен ниже од оних које су имали у претходним јединицама. Милоје је тада, пошто није био члан КПЈ, распоређен као обичан борац у Прву чету тада формираног Трећег крагујевачког батаљона, чији је командант био Радисав Раја Недељковић, бивши командант Крагујевачког одреда. На дан формирања бригаде, постројеним борцима обратио се Врховни командант НОП одреда Југославије Јосип Броз Тито, који се Милоју због чудног говора учинио као неки Чех. Од командира чете, Милована Ивковића, сазнао да је то Тито, генерални секретар КПЈ и вођа партизана. Био је ово његов први сусрет са Врховним командантом. Дан након оснивања бригаде, 22. децембра 1941. учествовао је у првој борби бригаде са Италијанима, код села Гаочића. Пар дана потом, постављен је за командира вода у Првој чети Трећег крагујевачког батаљона. Током марша према Дрини, са Милојем је разговарао политички комесар бригаде Филип Кљајић Фића, који се са њим посаветовао око формирања Пратеће чете, која би имала један минобацачки и четири митраљеска вода. Након доласка у Рогатицу, Штаб бригаде је кренуо са реализацијом ове идеје, па је Милоју тада додељена дужност водника Четвртог митраљеског вода.
Након формирања, митраљески водови су распоређени по батаљонима, а Милојев вод, са два тешка митраљеза и једним минобацачем, додељен је Петом шумадијском батаљону, чији је командант био Милан Илић Чича, а политички комесар Драган Павловић Шиља. Батаљон је потом упућен на терен Подроманије, а како тада није било тежих задатака, често су одржавани партијски и четни састанци. На једном од њих, крајем децембра 1941, разговарало се о Милоју, након чега га је водни делегат предложио за пријем у Комунистичку партију Југославије (КПЈ), након чега је постао кандидат за члана КПЈ. Јануара 1942. окупационо-квислиншке снаге покренуле су Другу непријатељску офанзиву против партизанских снага у источној Босни. Непосредно пред почетак офанзиве, почетком јануара, Милоје је добио задатак да уреди привремени аеродром у Лубурић пољу, код Соколаца, на који се очекивало да ће слетети совјетски авиони. На уређењу аеродрома, били су ангажовани борци Шумадијског и Крагујевачког батаљона, као и група заробљених италијанских војника. Услед надирања јаких немачких снага из правца Власенице ка Романији, Милоје је са својим митраљеским водом отишао у Подроманију. Овде се сусрео са Штабом бригаде и ту га Филип Кљајић упознао са командантом Романијског партизанског одреда, легендарним Чичом Романијским. Потом је са једном четом Четвртог краљевачког батаљона пошао ка Рогатици, али је након првих борби, Милојев вод добио задатак да се врати у Подроманију, где се сусрео са Врховним штабом и Штабом бригаде, који су његов вод прикључили Краљевачком батаљону и упутили га на положаје према Прачи, где су се налазиле јаке усташке снаге. Убрзо су им се на овом положају придружили борци Шестог београдског батаљона. У то време, крајем јануара 1942. главнина Прве пролетерске бригаде извела је марш од села Гајева, код Олова, преко Озрена, Сарајевског поља и Игмана, а последња етапа овог марша позната је као легендарни Игмански марш, извршен по веома ниској температури. Милојев вод је потом прикључен Шестом београдском батаљоном, са којим је дошао у тек ослобођену Фочу, у коју је потом стигао Врховни штаб НОП и ДВЈ, након чега је она постала центар устанка у Југославији. Након неколико дана проведених у Фочи, Милојев вод је са Пивским батаљоном учествовао у ослобођењу Горажда, а потом је добио задатак да штити Фочу од евентуалног напада из правца Челебића. Половином фебруара 1942, заједно са Београдским и Шумадијским батаљоном, учествовао у борбама за ослобођење Челебића, где је остао све до почетка марта 1942. године.

### Заменик команданта Београдског батаљона
Почетком марта 1942. Милојев вод је у саставу Шестог београдског батаљона дошао у Фочу, а непосредно пре тога, 1. марта 1942. он је именован за заменика команданта Београдског батаљона, јер је његов претходник Павле Илић Вељко премештен у тада формирану Другу пролетерску бригаду, где је примио дужност начелника Штаба бригаде. Командант Београдског батаљона био је Миладин Ивановић, а Политички комесар Чедомир Миндеровић. Неколико дана касније, вероватно око 5. марта, Милоје је на четном партијском састанку, примљен у чланство Комунистичке партије Југославије (КПЈ). У ослобођеној Фочи, Београдски батаљон је 6. марта од политичког комесара бригаде Филипа Кљајића Фиће примио батаљонску заставу, а половином марта је упућен према Хан Пијеску и Власеници, где се сукобио са четницима и готово без борбе заузео Власеницу. Потом је са главнином Прве пролетерске бригаде упућен ка Братунцу, који је заузет након краће борбе. Милоје се у току ове борбе налазио у претходници напада, која је запленила четнички топ и наоружање.
Као заменик команданта Шестог београдског батаљона, истакао се у борби с усташама и домобранима код Дувна, јула 1942. године, када је тешко рањен. У борбама с усташама и Италијанима за ослобођење Ливна, од 4. до 7. августа 1942. године Милоје је, с пушкомитраљезом забрањеним код Посушја, побио групу усташа која је налетела на њега.

### Заменик команданта Прве пролетерске бригаде
Од новембра 1942. до јуна 1943. године, Милојевић је био на дужности заменика команданта Прве пролетерске ударне бригаде. У то време бригада је водила борбе у централној Босни, и у Четвртој и Петој непријатељској офанзиви.

### Заменик команданта Прве пролетерске дивизије
Од јуна до августа 1943. године, Милојевић је био заменик команданта Прве пролетерске дивизије, која је у то време водила борбе у средњој и западној Босни, ослободила Доњи Вакуф и Бугојно, водила борбе у околини Сиња са немачком Седмом СС дивизијом, ослободила Ливно, Томиславград, Купрес и водила борбе око Травника и Бање Луке.

### Члан прве Војне мисије НОВ и ПОЈ
Од новембра 1943. године, Милојевић је био члан Војне мисије НОВ и ПОЈ при Савезничкој команди за Блиски исток. Као члан Војне мисије Врховног штаба НОВ и ПОЈ, кренуо је, заједно са Лолом Рибаром, у Каиро. На аеродрому, код Гламоча, тешко је рањен од исте бомбе од које је Лола Рибар погинуо. После оздрављења, извршио је задатак у Војној мисији, а после повратка у Југославију, јуна 1944. године, постављен је за команданта 21. српске дивизије.

### Командант 21. српске дивизије
Двадесет прва дивизија, под командом Милоја Милојевића, нарочито се истакла у борбама за ослобођење Београда, октобра 1944. године. Она је дејствовала уз бок и позадину непријатеља који је нападао правцем Смедерево–Београд, осујетила покушај обиласка Београда на линији Авале и водила борбе око Авале и самог споменика Незнаном јунаку. Резултат ових борби је био опкољавање и уништење око 20.000 Немаца испод Авале, заробљавање у рејону Мали Мокри Луг–Болеч око 1.000 возила, 200 топова, 100 тенкова и целокупне механизације и моторизације ове немачке групације. Дивизију је, за успешно дејство у овој операцији, похвалио Врховни командант НОВ и ПОЈ маршал Тито. Дивизија се касније истакла и у борбама на Сремском фронту.
У току рата, генерал Милојевић је три пута рањаван, а новембра 1942. године приликом рањавања је изгубио једно око. Био је члан Председништва АВНОЈ-а и члан АСНО Србије.

### Послератни период
После ослобођења Југославије, вршио је високе одговорне дужности у Југословенској народној армији (ЈНА) и у друштвено-политичким организацијама. Од краја 1945. до 1948. године био је командант Града Београда; од 1948. до 1950. године командант Прве војне области; од 1956. до 1959. командант Војног подручја града Београда и од 1959. до 1964. командант Прве армије ЈНА. Вишу војну академију ЈНА завршио је 1952. године.
Био је посланик Привремене народне скупштине ДФЈ и Уставотворне скупштине ФНРЈ, у којој је био члан Законодавног одбора.
До 1961. године био је председник Савеза ратних војних инвалида Југославије. Био је и потпредседник Међународне федерација бивших бораца Другог светског рата, од 1956. до 1959. године. Био је члан Централног одбора ССРН Југославије и Главног одбора ССРН Србије. Пензионисан је децембра 1965. године.

### Пензионерски дани
Преминуо је 4. јула 1984. године у Рековцу. Сахрањен је у Алеји народних хероја на Новом гробљу у Београду.

## Одликовања
Носилац је Партизанске споменице 1941. и више других југословенских одликовања, међу којима су — Орден ратне заставе, Орден партизанске звезде са златним венцем, Орден заслуга за народ са златном звездом, Орден народне армије са ловоровим венцем, Орден за војне заслуге са великом звездом, Орден партизанске звезде са сребрним венцем, Орден братства и јединства са сребрним венцем и Орден за храброст.
Одлуком Врховног штаба НОВ и ПОЈ, 6. новембра 1942. године, проглашен је за народног хероја Југославије, међу првим борцима НОВ и ПОЈ. У „Билтену Врховног штаба“ бр 20-22 о проглашењу Милоја Милојевића за народног хероја пише:
| „ | Врховни штаб НОВ и ПОЈ донио је одлуку према којој се даје назив народног хероја другу Милојевићу Милоју, заменику команданта батаљона НОУП бригаде, који је за вријеме бојева код Томиславграда био тешко рањен и који се у свим досадашњим борбама, како у Србији тако и у Босни, истакао нарочитим јунаштвом и оданошћу ствари Народноослободилачке борбе. | ” |

Када су 15. августа 1943. године, уведена прва одликовања у НОВ и ПОЈ, Указом Врховног штаба је одлучено да сва лица која су до тада стекла назив народног хероја, добију Орден народног хероја. Милоје је свој Орден добио септембра 1944. године, када су прва југословенска одликовања стигла из Совјетског Савеза, где су била израђивана.
Носилац је и неколико иностраних одликовања, међу којима се истиче француски Орден легије части (командантског реда), којим га је 27. фебруара 1956. године одликовао тадашњи председник Француске Рене Коти. Такође је одликован пољским Орденом отаџбинског крста.